# Mattia Bais
Mattia Bais (Rovereto, 19 de outubro de 1996) é um ciclista italiano do Androni Giocattoli-Sidermec. Em 2020 disputou o Giro d'Italia de 2020, sendo a sua primeira grande volta.

## Palmarés
- 2019
  - Camisola da montanha no Giro do Friuli Venezia Giulia

## Resultados

### Grandes Voltas
| Corrida | Corrida         | 2020 |
| ------- | --------------- | ---- |
|         | Giro d'Italia   |      |
|         | Tour de France  | —    |
|         | Volta a Espanha | —    |